# Sillon typique

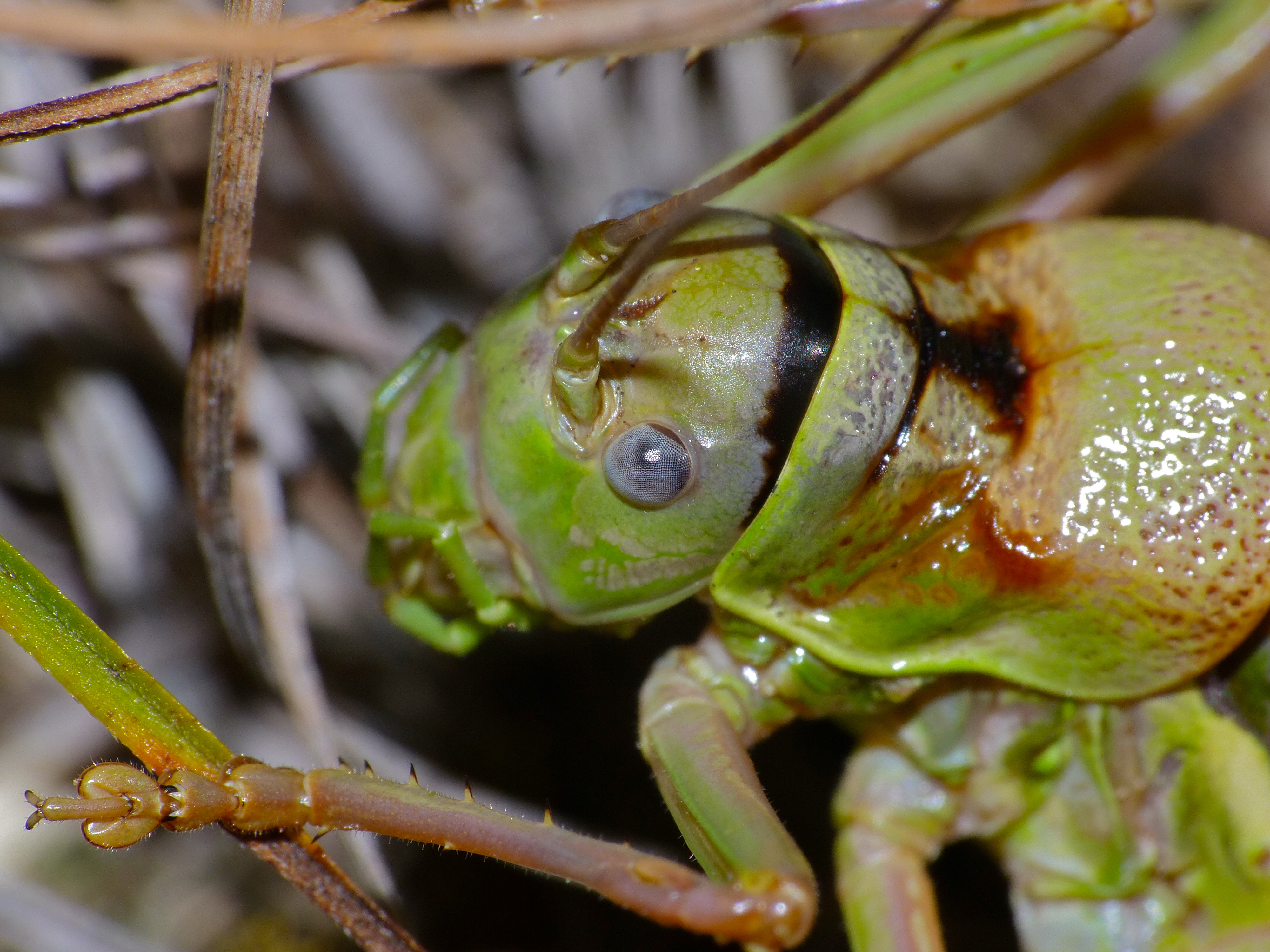
Détail du prothorax d'une éphippigère des vignes : le pronotum s'élève à l'arrière du sillon typique ce qui lui donne la forme de selle typique du genre Ephippiger

Chez les orthoptères, le sillon typique est une marque visible sur le pronotum qui sépare l'avant (la prozone) de l'arrière (la métazone). Il est utilisé pour la détermination de certains genres (Ephippiger) ou espèces du même genre (Acrida turrita vs. Acrida ungarica).

## Sources et références
1. ↑  (en) « Clé d identification illustrée des Orthoptères du Grand Est », sur docplayer.fr (consulté le 15 novembre 2023).